# Antena (album)
Antena – koncertowy album Elektrycznych Gitar, podsumowujący 20-letnią historię zespołu, wydany 5 czerwca 2009 roku. Został nagrany podczas czterech występów dla rozgłośni należących do Polskiego Radia.
Największa atrakcją płyty są zupełnie nowe, nie publikowane dotychczas piosenki - „Milion euro”, „Błahość muzyki”, „Nie ma to jak”, „Na wysokiej rampie”. Ponadto stare piosenki grupy zostały zagrane w innych aranżacjach i z udziałem gości, m.in. barda Jacka Kleyffa, śpiewaczki operowej Małgorzaty Walewskiej i legendarnego skfflowego Zaciera, czyli Mirosława Jędrasa. Z kolei do tekstu „Zdemolowanych sklepów” dopisano ciąg dalszy, a „Telewizja” pojawia się z zupełnie nowym, uwspółcześnionym tekstem.

## Lista utworów[3]
1. „Na antenie, na żywo...” (wstęp)
2. „Dzieci wybiegły” (J. Sienkiewicz)
3. „Coś” (P. Łojek)
4. „Wszystko ch.” (J. Sienkiewicz)
5. „Koniec to koniec” (J. Sienkiewicz)
6. „Przewróciło” (J. Sienkiewicz)
7. „Milion euro” (A. Korecki)
8. „Ona jest pedałem” (P. Łojek)
9. „Huśtawka” (J. Kleyff)
10. „Telewizja” (J. Kleyff)
11. „Jestem odpadem atomowym” (M. Jędras)
12. „Hej Joe/Hej Józek” (B. Roberts / sł. pol. M. Jędras)
13. „Błahość muzyki” (J. Sienkiewicz)
14. „Niematojak” (J. Sienkiewicz)
15. „Na wysokiej rampie” (J. Wąsowski, J. Sienkiewicz)
16. „Zdemolowane sklepy cdn.” (P. Łojek)
17. „Wytrąciłaś” (J. Sienkiewicz)
18. „Co powie Ryba” (J. Sienkiewicz)

## Wykonawcy
- Kuba Sienkiewicz – gitara elektryczna, śpiew
- Piotr Łojek – instrumenty klawiszowe
- Tomasz Grochowalski – gitara basowa, kontrabas
- Aleksander Korecki – saksofon
- Leon Paduch – perkusja
- Jacek Wąsowski – gitara prowadząca

oraz gościnnie:
- Małgorzata Walewska – śpiew
- Jacek Kleyff – gitara akustyczna, śpiew
- Mirosław Jędras – śpiew
- Grzegorz Rytka – saksofon
- Piotr Korzeniowski – trąbka